# Ars-les-Favets
Pour les articles homonymes, voir Ars.
Ars-les-Favets est une commune française située dans le département du Puy-de-Dôme, en région Auvergne-Rhône-Alpes.

## Géographie
| Ronnet (Allier) |                | La Celle (Allier) |
|                 | Ars-les-Favets |                   |
|                 | La Crouzille   | Montaigut         |

### Climat
Pour des articles plus généraux, voir Climat d'Auvergne-Rhône-Alpes et Climat du Puy-de-Dôme.
En 2010, le climat de la commune est de type climat océanique dégradé des plaines du Centre et du Nord, selon une étude du Centre national de la recherche scientifique s'appuyant sur une série de données couvrant la période 1971-2000. En 2020, Météo-France publie une typologie des climats de la France métropolitaine dans laquelle la commune est exposée à un climat de montagne ou de marges de montagne et est dans la région climatique Ouest et nord-ouest du Massif Central, caractérisée par une pluviométrie annuelle de 900 à 1 500 mm, maximale en automne et en hiver.
Pour la période 1971-2000, la température annuelle moyenne est de 9,6 °C, avec une amplitude thermique annuelle de 15,2 °C. Le cumul annuel moyen de précipitations est de 865 mm, avec 11,2 jours de précipitations en janvier et 7,5 jours en juillet. Pour la période 1991-2020, la température moyenne annuelle observée sur la station météorologique de Météo-France la plus proche, « Durdat-Larequille », sur la commune de Durdat-Larequille à 8 km à vol d'oiseau, est de 11,0 °C et le cumul annuel moyen de précipitations est de 879,1 mm,. Pour l'avenir, les paramètres climatiques de la commune estimés pour 2050 selon différents scénarios d'émission de gaz à effet de serre sont consultables sur un site dédié publié par Météo-France en novembre 2022.

## Urbanisme

### Typologie
Au 1er janvier 2024, Ars-les-Favets est catégorisée commune rurale à habitat très dispersé, selon la nouvelle grille communale de densité à sept niveaux définie par l'Insee en 2022.
Elle est située hors unité urbaine{. Par ailleurs la commune fait partie de l'aire d'attraction de Saint-Éloy-les-Mines, dont elle est une commune de la couronne,. Cette aire, qui regroupe 15 communes, est catégorisée dans les aires de moins de 50 000 habitants,.

### Occupation des sols
L'occupation des sols de la commune, telle qu'elle ressort de la base de données européenne d’occupation biophysique des sols Corine Land Cover (CLC), est marquée par l'importance des territoires agricoles (87,7 % en 2018), en augmentation par rapport à 1990 (85,5 %). La répartition détaillée en 2018 est la suivante : prairies (63,9 %), zones agricoles hétérogènes (15,4 %), forêts (12,3 %), terres arables (8,4 %). L'évolution de l’occupation des sols de la commune et de ses infrastructures peut être observée sur les différentes représentations cartographiques du territoire : la carte de Cassini (XVIIIe siècle), la carte d'état-major (1820-1866) et les cartes ou photos aériennes de l'IGN pour la période actuelle (1950 à aujourd'hui).

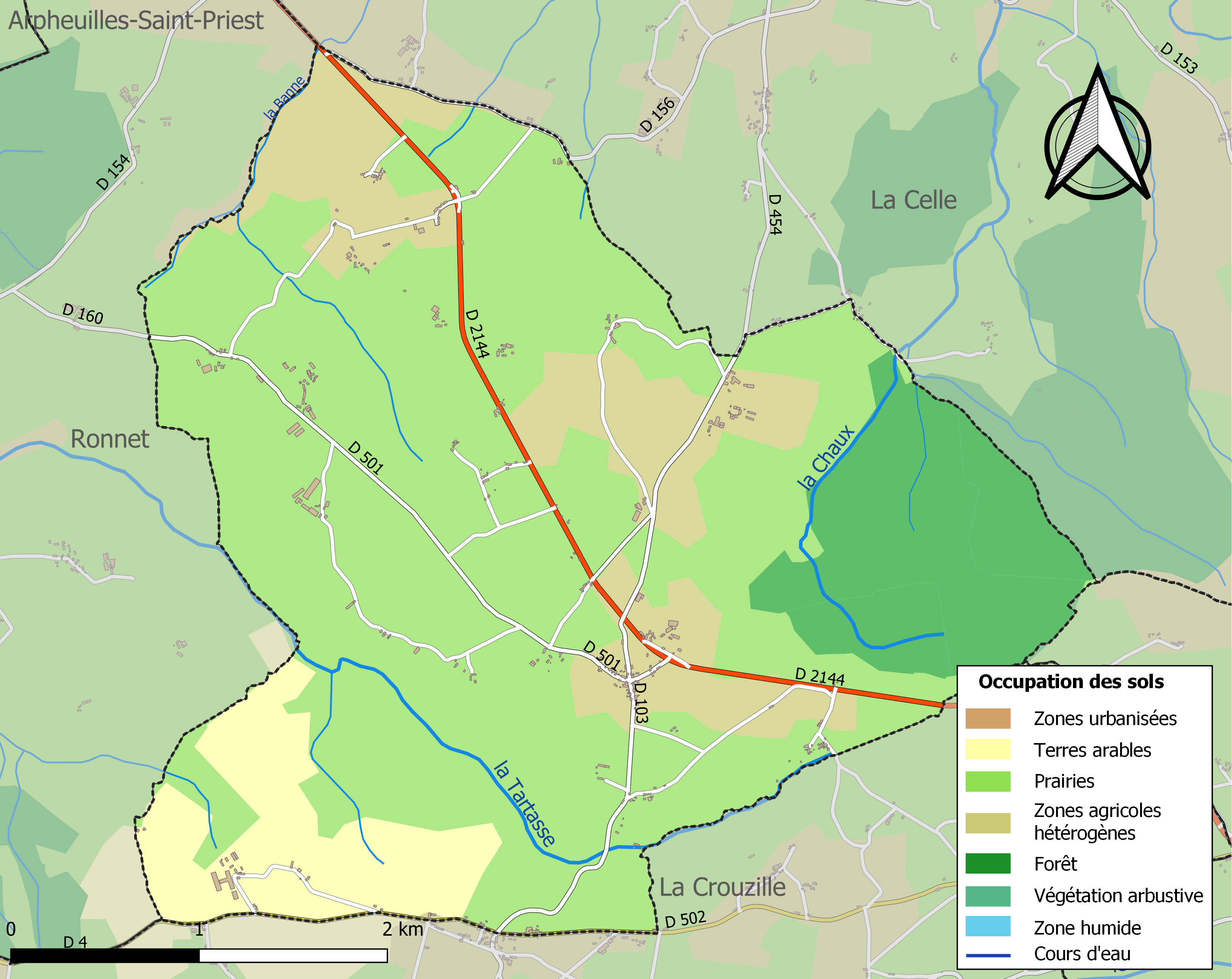
Carte des infrastructures et de l'occupation des sols de la commune en 2018 (CLC).

## Histoire
Durant l'Antiquité, Ars appartenait au territoires des Bituriges Cubes dont le territoire formait la limite sud.
Au Moyen Âge, Ars-les-Favets faisait partie du Berry dans son extension médiévale.
Sous l'Ancien Régime, la commune faisait partie de l'ancienne province du Bourbonnais. La paroisse faisait partie du diocèse de Bourges.

## Politique et administration

### Découpage territorial
La commune d'Ars-les-Favets est membre de la communauté de communes du Pays de Saint-Éloy, un établissement public de coopération intercommunale (EPCI) à fiscalité propre créé le 1er janvier 2017 dont le siège est à Saint-Éloy-les-Mines. Ce dernier est par ailleurs membre d'autres groupements intercommunaux.
Sur le plan administratif, elle est rattachée à l'arrondissement de Riom, à la circonscription administrative de l'État du Puy-de-Dôme et à la région Auvergne-Rhône-Alpes. Jusqu'en mars 2015, elle dépendait du canton de Montaigut.
Sur le plan électoral, elle dépend du canton de Saint-Éloy-les-Mines pour l'élection des conseillers départementaux, depuis le redécoupage cantonal de 2014 entré en vigueur en 2015, et de la deuxième circonscription du Puy-de-Dôme pour les élections législatives, depuis le dernier découpage électoral de 2010.

### Élections municipales et communautaires

#### Élections de 2020
Le conseil municipal d'Ars-les-Favets, commune de moins de 1 000 habitants, est élu au scrutin majoritaire plurinominal à deux tours avec candidatures isolées ou groupées et possibilité de panachage. Compte tenu de la population communale, le nombre de sièges à pourvoir lors des élections municipales de 2020 est de 11. La totalité des onze candidats en lice est élue dès le premier tour, le 15 mars 2020, avec un taux de participation de 70,56 %.

#### Chronologie des maires
| Période                                  | Période                   | Identité       | Étiquette | Qualité                   |
| ---------------------------------------- | ------------------------- | -------------- | --------- | ------------------------- |
| Les données manquantes sont à compléter. |                           |                |           |                           |
| mars 2008                                | mai 2020                  | Serge Bodeau   |           | Contremaitre              |
| mai 2020                                 | En cours (au 2 août 2020) | Marie Tardivat |           | Aide médico-psychologique |

## Population et société

### Démographie
Les habitants sont nommés les Arsois.
En 2022, la commune d’Ars-les-Favets comptait 221 habitants. À partir du XXIe siècle, les recensements réels des communes de moins de 10 000 habitants ont lieu tous les cinq ans. Les autres chiffres sont des estimations.
| 1793 | 1800 | 1806 | 1821 | 1831 | 1836 | 1841 | 1846 | 1851 |
| ---- | ---- | ---- | ---- | ---- | ---- | ---- | ---- | ---- |
| 613  | 410  | 538  | 582  | 511  | 596  | 636  | 692  | 690  |

| 1856 | 1861 | 1866 | 1872 | 1876 | 1881 | 1886 | 1891 | 1896 |
| ---- | ---- | ---- | ---- | ---- | ---- | ---- | ---- | ---- |
| 558  | 645  | 601  | 611  | 658  | 627  | 609  | 577  | 560  |

| 1901 | 1906 | 1911 | 1921 | 1926 | 1931 | 1936 | 1946 | 1954 |
| ---- | ---- | ---- | ---- | ---- | ---- | ---- | ---- | ---- |
| 559  | 586  | 585  | 503  | 492  | 451  | 423  | 364  | 379  |

| 1962 | 1968 | 1975 | 1982 | 1990 | 1999 | 2005 | 2006 | 2010 |
| ---- | ---- | ---- | ---- | ---- | ---- | ---- | ---- | ---- |
| 349  | 322  | 283  | 247  | 214  | 218  | 237  | 237  | 235  |

| 2015 | 2020 | 2022 | - | - | - | - | - | - |
| ---- | ---- | ---- | - | - | - | - | - | - |
| 228  | 219  | 221  | - | - | - | - | - | - |

### Enseignement
Ars-les-Favets dépend de l'académie de Clermont-Ferrand. Aucune école n'est implantée dans la commune.
Les collégiens vont au collège Alexandre-Varenne de Saint-Éloy-les-Mines et les lycéens au lycée Virlogeux de Riom pour les filières générales et STMG, ou au lycée Pierre-Joël-Bonté, à Riom, pour la filière STI2D. Ces derniers bénéficient d'une double sectorisation dans la commune : ils peuvent aussi fréquenter les lycées du bassin de Montluçon.

## Culture locale et patrimoine

### Lieux et monuments

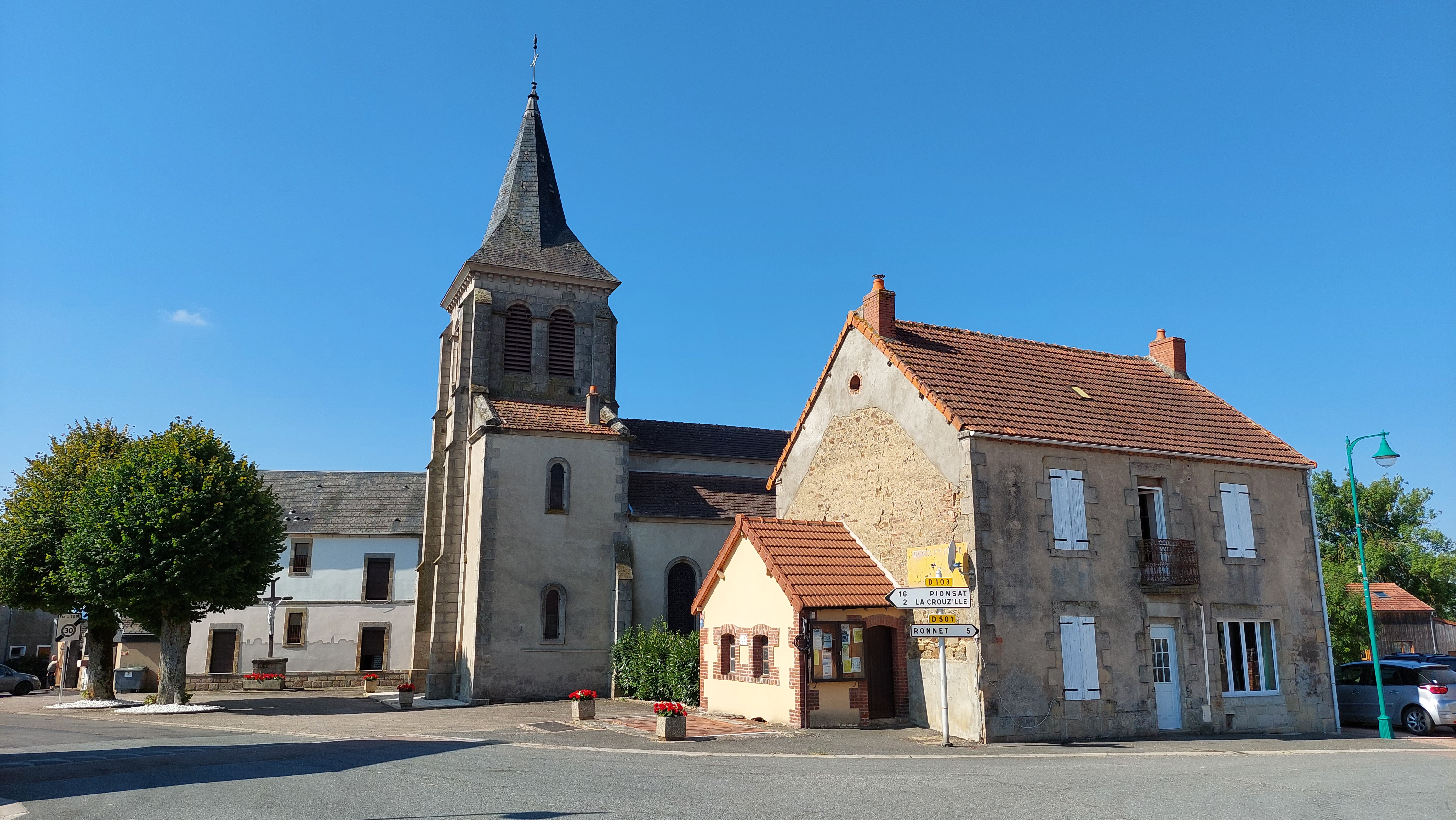
Église.

- Église Saint-Marcel du XIXe siècle.

### Héraldique
| Blason de Ars-les-Favets | Blason  | D'azur au pont à une arche alésé d'or, une crosse d'argent brochant sur le tout accompagnée en pointe de deux feuilles de chêne d'or. |
| Blason de Ars-les-Favets | Détails | Le statut officiel du blason reste à déterminer.                                                                                      |